# Estheria petiolata
Estheria petiolata är en tvåvingeart som först beskrevs av Bonsdorff 1866.  Estheria petiolata ingår i släktet Estheria och familjen parasitflugor. Arten har ej påträffats i Sverige. Inga underarter finns listade i Catalogue of Life.